# يعقوب سينكيويش
يعقوب سينكيويش، (بِالبولندية: Jakub Szynkiewicz)، (وُلِد في 16 أبريل، 1884 بِبوبريسك أوبلاست، بيلاروسيا - تُوفيّ في 1 نوفمبر، 1966 بِواتربوري، كونيتيكت، الولايات المتحدة الأمريكية)، إمام وفقيه سني على المذهب الحنفي ودكتور في الفلسفة الشرقية وكان من أكاديميو بولندا ومثقفيها الكِبار، تمَّ اختياره في عام 1925 لِيُصبح أول مفتي لجمهورية بولندا المستقلة، وهُوّ من أصولٍ تتاريَّة كما أنّه كان يحظى باحترامٍ كبير في أوروبا.

## سيرته
وُلِد يعقوب سينكيويش في 16 أبريل عام 1884 بِبوبريسك أوبلاست، بيلاروسيا لأبوين تعود أصولهم إلى التتار. عام 1904 تخرّج من الثانوية العامة في مدينة مينسك، ثُمّ تخصص بِالعلوم الهندسية والإستشراق في سانت بطرسبرغ.
عام 1925 حصل على درجة الدكتوراه في الفلسفة الشرقية مِن جامعة هومبولت مع أطروحة في اللغة الألمانية، في 28 أكتوبر من العام ذاته تمَّ اختياره من قِبل المسلمون في بولندا حتى يُصبح مُفتياً عليهم وكان يعيش في ذلك الوقت بِفيلنيوس.
قام يعقوب سينكيويش بِترجمة بعض آيات القرآن الكريم مِن اللغة العربية إلى اللغة البولندية وقد نُشِرت هذه الترجمة في عام 1935، عُرِف عنه ترحلاته الكثيرة وزيارته للعديد من عواصم وحواضر المسلمين مِثل مصر، والهند التي كانت آنذاك تشتمل حدودها على باكستان وبنغلاديش، وفلسطين وغيرها من دُوّل العالم الإسلامي.
حضر في عام 1926 المؤتمر الذي تمَّ إقامته في القاهرة من أجل إعادة الخلافة الإسلامية، كما شارك في مؤتمر «مسلمو أوروبا» الذي تمّ إقامته في عام 1935 وقال فيه أنّ ّعلى المسلمين التُوّحد بأسرع وقتٍ مُمكن وأنّ عليهم نبذ التفرق والتشرذم. ساهم يعقوب في مُساعدة حكومة بولندا الأولى في وضع قوانين مُناسبة للمسلمين وتصُبّ في صالحهم، وكان قد شرع في بِناء مسجد كبير بِوارسو ولكن القوات النازية أوقفت بِناءه عندما احتلت بولندا في عام 1939.
بعد غزو جيش أدولف هتلر لِبولندا وقيام الحرب العالمية الثانية ظل مُفتياً، ومع نهاية الحرب في عام 1944 سيطر الشيوعيون على بولندا لذا قام بِمُغادرتها رافضاً العودة إليها ما دامت تحت سيطرة الملحدون فانتقل إلى مصر ولكنه تركها عِندما أصبح جمال عبد الناصر المُوّالي لِلاتحاد السوفيتي رئيساً على مصر بعد انقلاب عام 1952 وانتقل إلى الولايات المتحدة الأميركية حيثُ تُوفيّ هُناك في 1 نوفمبر، 1966 بِواتربوري، كونيتيكت ودُفِن فيها.